# Massimo Beltrami
Massimo Beltrami, detto Hollywood (Bologna, 26 luglio 1972), è un pilota motociclistico italiano e poliziotto delle Fiamme Oro.

## Carriera
Ex crossista di alto livello (2 titoli nazionali e un europeo), attualmente è pilota di supermotard, e detiene due titoli nazionali, due titoli europei e uno mondiale a squadre con la nazionale italiana, e corre nel Mondiale S2.
Dopo un anno passato nel team ufficiale Aprilia DRC, nel 2010 è in forza al Team Evolution a cui è passata la gestione delle Aprilia SXV ufficiali.

### Palmarès
- 1991: Vincitore Coppa Italia Motocross Junior classe 250 (su Honda)
- 1991: 3º posto Campionato Italiano Motocross Junior classe 125 (su Honda)
- 1991: Campione Italiano Motocross Junior classe 250 (su Honda)
- 1992: Campione Europeo Motocross classe 125 (su Honda)
- 1993: infortunio
- 1994: 7º posto Campionato Europeo Motocross classe 250 (su Yamaha)
- 1995: infortunio
- 1998: Campione Italiano Motocross Junior classe 125 (su Honda)
- 2001: 2º posto Campionato Italiano Supermoto classe Sport (su Honda)
- 2002: Campione Italiano Supermoto classe Sport (su Honda)
- 2002: 24º posto Campionato Italiano Supermoto classe Prestige (su Honda)
- 2002: 37º posto Campionato Europeo Supermoto (su Honda)
- 2002: 26º posto Campionato del Mondo Supermoto (su Honda)
- 2002: 9º posto Sliding Superbowl di Genova classe All Stars (su Honda)
- 2003: 2º posto Campionato Italiano Supermoto classe Prestige (su Husqvarna)
- 2003: 6º posto Campionato Italiano Supermoto classe Sport (su Husqvarna)
- 2003: 9º posto Campionato del Mondo Supermoto (su Husqvarna)
- 2003: 2º posto generale Supermoto delle Nazioni (Team Italia) (su Husqvarna)
- 2003: Vincitore Extreme Supermotard di Bologna (su Husqvarna)
- 2004: 7º posto Campionato Italiano Supermoto classe Prestige (su Husaberg)
- 2004: 17º posto Campionato del Mondo Supermoto S1 (su Husaberg) - infortunio
- 2004: Campione Europeo al Supermoto delle Nazioni (Team Italia) (su Husaberg)
- 2005: 3º posto Campionato Italiano Supermoto classe Sport (su Honda)
- 2005: 6º posto Campionato del Mondo Supermoto S2 (su Honda)
- 2005: Campione Europeo al Supermoto delle Nazioni (Team Italia) (su Honda)
- 2006: Campione Italiano Supermoto classe Sport (su Honda)
- 2006: 6º posto Campionato del Mondo Supermoto S2 (su Honda)
- 2006: Campione del Mondo al Supermoto delle Nazioni (Team Italia) (su Honda)
- 2007: 2º posto Campionato Italiano Supermoto S1 (su Honda)
- 2007: 8º posto Campionato del Mondo Supermoto S1 (su Honda)
- 2007: 2º posto generale al Supermoto delle Nazioni (Team Italia) (su Honda)
- 2008: 6º posto Campionato Italiano Supermoto S2 (su Aprilia) - infortunio
- 2008: 9º posto Campionato del Mondo Supermoto S2 (su Aprilia) - infortunio
- 2009: 2º posto Campionato Italiano Supermoto S1 (su Aprilia)
- 2009: 11º posto Campionato del Mondo Supermoto S1 (3 GP su 7) (su Yamaha)
- 2009: 11º posto Extreme Supermotard di Bologna (su Yamaha)
- 2010: 12º posto Campionato Italiano Supermoto S1 (su Yamaha)
- 2010: 13º posto Campionato del Mondo Supermoto S1 (su Yamaha)
- 2010: 2º posto Coppa Roma Supermoto (su Yamaha)
- 2011: 2º posto Campionato Italiano Supermoto S1 (su Honda)
- 2011: 4º posto generale al Supermoto delle Nazioni (Team Italia) (su Honda)
- 2011: 2º posto Coppa Roma Supermoto (su Honda)